# Jason & Randy Sklar
Jason & Randy Sklar (Saint Louis (Missouri), 12 januari 1972) zijn Amerikaanse tweelingbroers, acteurs, filmproducenten, scenarioschrijvers, komieken en sportverslaggevers.

## Biografie
De gebroeders Sklar hebben beiden gestudeerd aan de Universiteit van Michigan in Ann Arbor. Tijdens hun studie ontdekken zij hun liefde voor het podium en vooral in de komedie. In 1994 verhuisde zij naar New York waar zij op gingen treden in stand-upcomedyclubs. Van hieruit gingen zij ook als acteurs aan de slag voor televisie. In 2004 werden zij ook actief als sportverslaggevers voor de televisiezender ESPN in diverse programma's. Randy Sklar is getrouwd en heeft twee kinderen.

## Jason Sklar

### Filmografie

#### Films
Uitgezonderd korte films.
- 2023 Camp - als rabbijn Jason
- 2017 The Evil Within - als politieagent 2
- 2016 Shady Neighbors - als Tom
- 2016 Sick of it All - als agent Recum
- 2014 Teacher of the Year – als Lowell Hammer
- 2012 Carlos Spills the Beans – als Ted Boyle
- 2011 The Legend of Awesomest Maximus – als Bill
- 2010 Held Up – als Batman
- 2008 Held Up – als Batman
- 2007 The Comebacks – als superfan
- 2007 Wild Hogs – als Earl Dooble
- 2004 Tales from the Crapper – als Jason Diaz
- 2004 My Baby's Daddy – als Brotha Stylz
- 2004 The Dana & Julia Show – als Nico
- 2003 Melvin Goes to Dinner – als Extra
- 2003 Parts of the Family – als Jason Diaz
- 2001 Bubble Boy – als Shlomo
- 2000 Citizen Toxie: The Toxic Avenger IV – als Jason Diaz
- 2000 The Prime Gig– als tweeling
- 1999 Flushed als Arguing broeder

#### Televisieseries
Uitgezonderd eenmalige gastrollen.
- 2022 What We Do in the Shadows - als Bran - 4 afl.
- 2016 - 2019 Those Who Can't - als dr. Astor Green - 8 afl.
- 2017 Better Call Saul - als eigenaar muziekwinkel - 2 afl.
- 2013 - 2015 Mighty Med - als Clyde - 11 afl.
- 2012 - 2013 Partners - als Jordy Blevins - 5 afl.
- 2009 I'm in the Band – als Claw – 2 afl.
- 2008 – 2009 Back on Topps – als Leif Topps - ? afl.
- 2004 – 2006 Cheap Seats: Without Ron Parker – als gast – 77 afl.
- 2001 Becker – als Donnie – 2 afl.
- 2001 The Oblongs... – als Chip Oblong – 10 Afl.
- 1997 Apt. 2F – als Jason – 13 afl.

#### Filmproducent
- 2022 2022: Back That Year Up - televisiespecial
- 2017 Poop Talk - documentaire
- 2012 Nerd Down & 10 - televisieserie - ? afl.
- 2012 United States of America – televisieserie – 5 afl.
- 2010 Held Up – film
- 2008 – 2009 Back on Topps – televisieserie - ? afl.
- 2008 Held Up – film

#### Scenarioschrijver
- 2022 The Nosebleeds - televisieserie
- 2015 YDIW with the Sklar Brothers - televisieserie - 5 afl.
- 2014 Sklar Brothers: Whatarewetalkinbout?! - film
- 2012 UnCabaret - televisieserie - 1 afl.
- 2012 Nerd Down & 10 - televisieserie - ? afl.
- 2010 VH1 Divas Salute the Troops - film
- 2010 Held Up - film
- 2001 – 2010 Comedy Central Presents – televisieserie – 2 afl.
- 2008 Held Up – film
- 2004 Cheap Seats: Without Ron Parker – televisieserie - ? afl.
- 1997 Apt. 2F – televisieserie – 13 afl.

## Randy Sklar

### Filmografie

#### Films
Uitgezonderd korte films.
- 2023 Camp - als rabbijn Randy
- 2017 The Evil Within - als politieagent 1
- 2017 Sick of it All - als agent Feltcher
- 2014 Teacher of the Year – als Clive Hammer
- 2012 Carlos Spills the Beans – als Fred Boyle
- 2011 The Legend of Awesomest Maximus – als Jeff
- 2010 Held Up – als Robin
- 2008 Held Up – als Robin
- 2007 The Comebacks – als superfan
- 2007 Wild Hogs – als Buck Dooble
- 2004 Tales from the Crapper – als Jason Gonzales
- 2004 My Baby's Daddy – als Brotha Stylz
- 2004 The Dana & Julia Show – als Rico
- 2003 Melvin Goes to Dinner – als Extra
- 2003 Parts of the Family – als Jason Gonzales
- 2001 Bubble Boy – als Dawn
- 2000 Citizen Toxie: The Toxic Avenger IV – als Jason Gonzales
- 2000 The Prime Gig – als tweeling
- 1999 Flushed – als Arguing broeder

#### Televisieseries
Uitgezonderd eenmalige gastrollen.
- 2022 What We Do in the Shadows - als Bran - 4 afl.
- 2016 - 2019 Those Who Can't - als dr. Rick Green - 8 afl.
- 2017 Better Call Saul - als eigenaar muziekwinkel - 2 afl.
- 2013 - 2014 Mighty Med - als Wallace - 9 afl.
- 2012 - 2013 Partners - als Nate Blevins - 5 afl.
- 2009 I'm in the Band – als Blaze – 2 afl.
- 2008 – 2009 Back on Topps – als Leyland Topps - ? afl.
- 2004 – 2006 Cheap Seats: Without Ron Parker – als gast – 77 afl.
- 2001 Becker – als Ricky – 2 afl.
- 2001 The Oblongs... – als Biff Oblong – 10 Afl.
- 1997 Apt. 2F – als Randy – 13 afl.

#### Filmproducent
- 2022 2022: Back That Year Up - televisiespecial
- 2017 Poop Talk - documentaire
- 2012 Nerd Down & 10 - televisieserie - ? afl.
- 2012 United States of America – televisieserie – 5 afl.
- 2010 Held Up – film
- 2008 – 2009 Back on Topps – televisieserie - ? afl.
- 2008 Held Up – film

#### Scenarioschrijver
- 2022 The Nosebleeds - televisieserie
- 2015 YDIW with the Sklar Brothers - televisieserie - 5 afl.
- 2014 Sklar Brothers: Whatarewetalkinbout?! - film
- 2012 UnCabaret - televisieserie - 1 afl.
- 2012 Nerd Down & 10 - televisieserie - ? afl.
- 2010 VH1 Divas Salute the Troops - film
- 2010 Held Up - film
- 2001 – 2010 Comedy Central Presents – televisieserie – 2 afl.
- 2008 Held Up – film
- 2004 Cheap Seats: Without Ron Parker – televisieserie - ? afl.
- 1997 Apt. 2F – televisieserie – 13 afl.